# Руд Крол
Руд Крол (нід. Ruud Krol, нар. 24 березня 1949, Амстердам) — колишній нідерландський футболіст, який грав на позиції захисника. Відомий, зокрема, виступами за «Аякс», «Наполі», «Канн», а також національну збірну Нідерландів. Надалі — футбольний тренер.

## Кар'єра гравця

### Клубна кар'єра

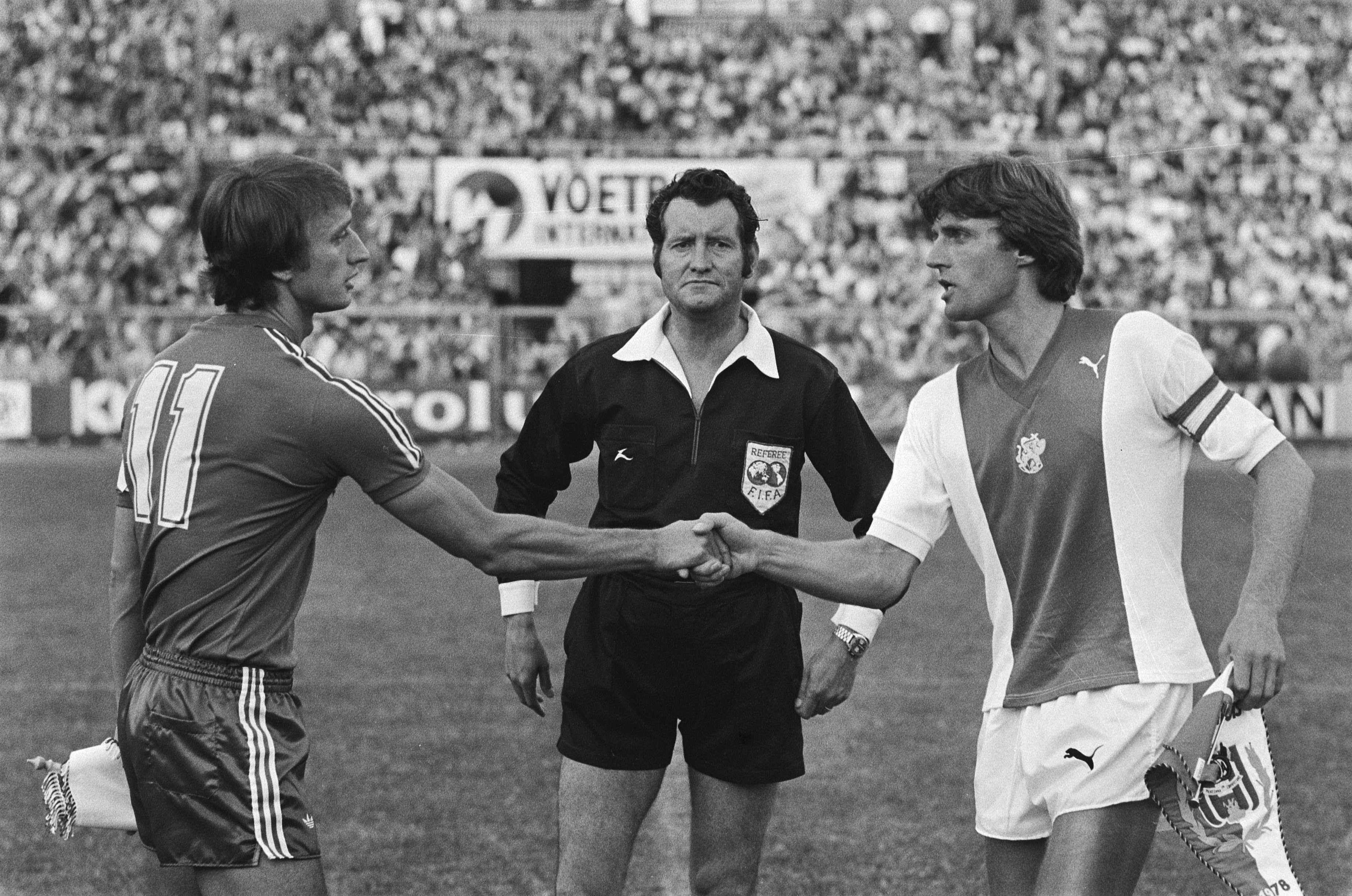
Роб Ренсенбрінк та Руд Крол (праворуч) на початку матчу «Андерлехт» — «Аякс». 1978 р.

Руд Крол розпочав свою кар'єру в «Аяксі» під керівництвом Рінуса Міхелса. В першому сезоні у клубі Руд не часто виходив на поле, але після переходу до «Феєнорда» Тео ван Дьойвенбоде влітку 1969-го, він все-таки отримав місце в основному складі. Крол допоміг команді дістатися до фіналу Кубка європейських чемпіонів 1970-71, проте не грав у фінальному матчі через зламану ногу. В інших переможних фіналах Кубка європейських чемпіонів в сезонах 1971-72 та 1972-73 Руду вдалося взяти участь. На відміну від гравців на кшталт Йогана Кройфа або Нескенса, які здобувши славу, вирішили продовжити кар'єру в інших місцях, Руд Крол залишався в «Аяксі», будучи капітаном з жовтня 1974-го, коли пішов з команди Піт Кейзер, аж по 1980 рік.
У 1980 році голландський захисник відправився на один сезон до Північноамериканської футбольної ліги грати за канадійський клуб «Ванкувер Вайткепс». Після виступів у ПАФЛ він перейшов до «Наполі», де грав наступні чотири сезони. Останнім його клубом перед завершенням ігрової кар'єри став «Канн», який тоді виступав у Другій французькій лізі.

### Виступи за збірну

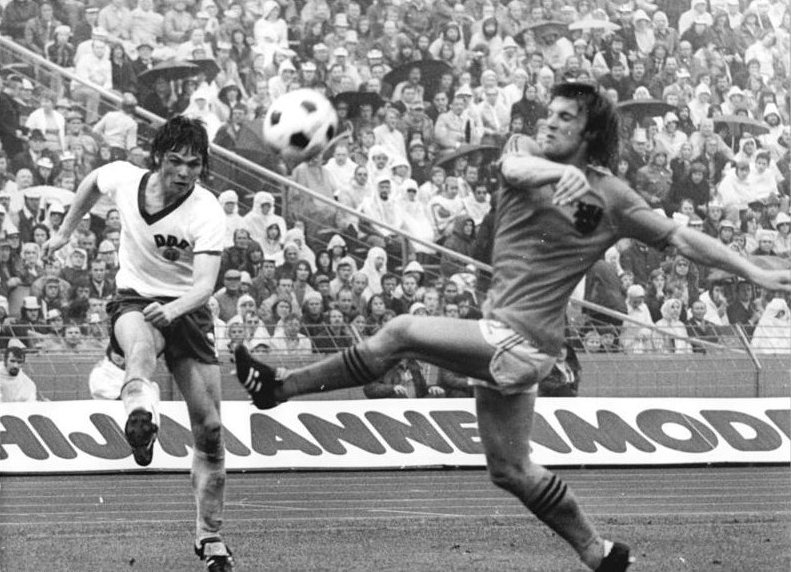
Руд Крол проти Юргена Поммеренке (НДР) на ЧС-74.

В національній збірній Руд Крол дебютував в 1969 році у матчі проти збірної Англії. За весь час він провів 83 матчі за збірну, завершивши кар'єру в національній команді у 1983 році. Крол був головною ланкою голландського «Тотального футболу» 1970-х. Будучи багатоплановим захисником, він міг закрити будь-яку позицію захисту та півзахисту.
На Чемпіонаті світу 1974, де збірна Нідерландів дісталася фіналу, Руд грав переважно на позиції лівого захисника. На турнірі він відзначився результативною передачею на Кройфа у матчі проти Бразилії та голом у ворота збірної Аргентини. Тим не менш національна команда Голландії програла фінальний матч збірній ФРН (1-2).
На початок Чемпіонату світу 1978 Крол грав уже на позиції ліберо й одягнув капітанську пов'язку, що перейшла йому від Кройфа, який завершив виступи у збірній. Руд був у гарній формі, проте не зміг запобігти другій поразці збірної Нідерландів у фіналах Чемпіонатів світу — цього разу команді Аргентини з рахунком 1-3.
На Чемпіонаті Європи 1980 команда Нідерландів, де капітаном продовжував бути Крол, розчарувала, не вийшовши навіть з групи. Після цього вони провалили відбір на Чемпіонат світу 1982. Останній раз у футболці національної збірної Руд Крол вийшов у 1983 році, коли його команда поступилася іспанцям на виїзді з рахунком 0-1 у відбірному матчі до Євро-84.

## Тренерська кар'єра
Тренерську кар'єру Руд Крол розпочав у 1989 році в бельгійському «Мехелені», пропрацювавши там один рік. Після цього він відправився в швейцарський «Серветт», де також провів один сезон.
Потім Крол був головним тренером збірної Єгипту, асистентом головного тренера збірної Нідерландів, якою керував Луї ван Гал, а також асистентом в «Аяксі» Роналда Кумана. З 2006 по 2007 рік Руд був також тренером французького «Аяччо», який в той час виступав у другій французькій лізі.
У серпні 2007 Руд повернувся в єгипетський «Замалек»", яким керував з 1994 по 1999 рік, але, провівши рік в команді, він покинув клуб, з яким в 1996 році виграв Лігу чемпіонів КАФ, а роком пізніше, в 1997 — Суперкубок КАФ, і в 1999 році — Кубок Єгипту.
У 2008 році Крол став тренером південноафриканського клубу «Орландо Пайретс». З 2012 по 2014 рік колишній захисник працював в Тунісі, де тренував клуби «Сфаксьєн» і «Есперанс», а також був виконуючим обов'язки головного тренера збірної Тунісу. Наразі тренує марокканський клуб «Раджа».

## Титули і досягнення

### «Аякс»
- Чемпіонат Нідерландів

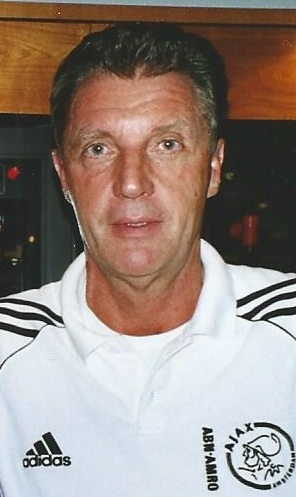
Руд Крол у 2005 році.

  - Чемпіон (6): 1969–70, 1971–72, 1972–73, 1976–77, 1978–79, 1979–80
  - Срібний призер (3): 1968-69, 1970-71, 1977-78
- Кубок Нідерландів
  - Володар (4): 1969-70, 1970-71, 1971-72, 1978-79
  - Фіналіст (2): 1977-78, 1979-80
- Кубок європейських чемпіонів
  - Володар (3): 1970–71, 1971–72, 1972–73
- Суперкубок Європи
  - Володар (2): 1972, 1973
- Міжконтинентальний кубок
  - Володар (1): 1972

### «Наполі»
- Чемпіонат Італії
  - Бронзовий призер (1): 1980–81

### Збірна Нідерландів
- Чемпіонат Світу
  - Срібний призер (2): 1974, 1978
- Чемпіонат Європи
  - Бронзовий призер (1): 1976